# Myriotrema subdactyliferum
Myriotrema subdactyliferum är en lavart som beskrevs av Sipman 1992. Myriotrema subdactyliferum ingår i släktet Myriotrema och familjen Thelotremataceae.   Inga underarter finns listade i Catalogue of Life.